# Etheostoma cinereum
Etheostoma cinereum es una especie de peces de la familia Percidae en el orden de los Perciformes.

## Morfología
Los machos pueden llegar alcanzar los 12 cm de longitud total.

## Distribución geográfica
Se encuentran en Norteamérica: Virginia, Kentucky, Tennessee,  Georgia y Alabama.